# Felsőnána, Tolna
Felsőnána  este un sat în districtul Bonyhád, județul Tolna, Ungaria, având o populație de 652 de locuitori (2011). 

## Demografie
Componența etnică a satului Felsőnána
     Maghiari (88,96%)
     Germani (7,84%)
     Romi (2,56%)
     Români (0,64%)
Componența confesională a satului Felsőnána
     Romano-catolici (51,23%)
     Fără religie (9,82%)
     Reformați (6,44%)
     Luterani (6,13%)
     Necunoscută (26,38%)
Conform recensământului din 2011, satul Felsőnána avea 652 de locuitori. Din punct de vedere etnic, majoritatea locuitorilor (88,96%) erau maghiari, existând și minorități de germani (7,84%) și romi (2,56%).  Din punct de vedere confesional, majoritatea locuitorilor (51,23%) erau romano-catolici, existând și minorități de persoane fără religie (9,82%), reformați (6,44%) și luterani (6,13%). Pentru 26,38% din locuitori nu este cunoscută apartenența confesională.